# اگر هیچ‌وقت صورتت را دوباره نبینم
«اگر هیچ‌وقت صورتت را دوباره نبینم» تک‌آهنگی از گروه موسیقی آلترناتیو راک مارون ۵ به همراهی ریحانا است که در ۲ مه ۲۰۰۸ منتشر شد.